# Ángel Comizzo
Ángel David Comizzo (Reconquista, 27 aprile 1962) è un allenatore di calcio ed ex calciatore argentino, di ruolo portiere, allenatore del Deportivo Municipal.

## Palmarès

### Calciatore
- Campionato argentino: 4

River Plate: 1989-1990, Apertura 1991, Clausura 2002, Clausura 2003
- Campionato messicano di calcio: 1

Morelia: Invierno 2000

### Allenatore
- Campionato peruviano: 1

Universitario de Deportes: 2013.